# 2027년 세계 박람회
2027년 세계 박람회, 공식 명칭 2027년 세르비아 세계 박람회는 2027년 5월 15일부터 8월 15일까지 세르비아 베오그라드에서 열릴 예정인 세계 박람회이다.